# Ювілейні нагороди УЄФА
Ювіле́йні нагоро́ди УЄФА — нагороди найвидатнішим футболістам 50-річчя (1954—2003) кожної з 52 країн-членів УЄФА. Нагороди були присуджені з нагоди півстолітнього ювілею Союзу європейських футбольних асоціацій (УЄФА), який відзначався 2004 року.
Кожна з національних футбольних асоціацій регіону визначала гравця своєї країни, якого вважала найкращим футболістом останніх 50 років. Остаточний список лауреатів нагороди був оприлюднений УЄФА в листопаді 2003 року.

## Лауреати нагороди
| Країна               | Лауреат               | Позиція | Роки кар'єри |
| -------------------- | --------------------- | ------- | ------------ |
| Австрія              | Герберт Прохазка      | ПЗ      | 1972—1989    |
| Азербайджан          | Анатолій Банішевський | НП      | 1963—1978    |
| Албанія              | Панайот Пано          | НП      | 1957—1975    |
| Англія               | Боббі Мур             | ЗХ      | 1958—1978    |
| Андорра              | Кольдо                | ВР      | 1989—        |
| Білорусь             | Сергій Алейніков      | ПЗ      | 1981—1998    |
| Бельгія              | Поль ван Хімст        | НП      | 1959—1977    |
| Болгарія             | Христо Стоїчков       | НП      | 1982—2003    |
| Боснія і Герцеговина | Сафет Сушич           | ПЗ      | 1973—1992    |
| Вірменія             | Хорен Оганесян        | ПЗ      | 1974—1996    |
| Греція               | Васіліс Хадзіпанагіс  | НП      | 1972—1992    |
| Грузія               | Муртаз Хурцилава      | ЗХ      | 1961—1976    |
| Данія                | Мікаель Лаудруп       | ПЗ      | 1981—1998    |
| Естонія              | Март Поом             | ВР      | 1988—2009    |
| Ізраїль              | Мордехай Шпіглер      | НП      | 1963—1977    |
| Ірландія             | Джонні Джайлс         | ПЗ      | 1957—1983    |
| Ісландія             | Асгейр Сігурвінссон   | ПЗ      | 1971—1990    |
| Іспанія              | Альфредо Ді Стефано   | НП      | 1943—1966    |
| Італія               | Діно Дзофф            | ВР      | 1961—1983    |
| Казахстан            | Сергій Квочкін        | НП      | 1960—1971    |
| Кіпр                 | Сотіріс Кайфас        | НП      | 1967—1984    |
| Латвія               | Александрс Старковс   | НП      | 1973—1989    |
| Литва                | Армінас Нарбековас    | ПЗ      | 1983—2005    |
| Ліхтенштейн          | Райнер Газлер         | ЗХ      | 1979—1989    |
| Люксембург           | Луї Піло              | ПЗ      | 1957—1978    |
| Північна Македонія   | Дарко Панчев          | НП      | 1982—1997    |
| Мальта               | Кармел Бусуттіл       | ПЗ      | 1979—2001    |
| Молдова              | Павел Чебану          | ПЗ      | 1972—1986    |
| Нідерланди           | Йоган Кройф           | НП      | 1964—1984    |
| Німеччина            | Фріц Вальтер          | НП      | 1937—1959    |
| Норвегія             | Руне Братсет          | ЗХ      | —1994        |
| Північна Ірландія    | Пет Дженнінгс         | ВР      | 1963—1986    |
| Польща               | Влодзімеж Любаньский  | НП      | 1963—1985    |
| Португалія           | Еусебіу               | НП      | 1957—1978    |
| Росія                | Лев Яшин              | ВР      | 1949—1971    |
| Румунія              | Георге Хаджи          | ПЗ      | 1982—2001    |
| Сан-Марино           | Массімо Боніні        | ПЗ      | 1977—1992    |
| Сербія та Чорногорія | Драган Джаїч          | НП      | 1961—1976    |
| Словаччина           | Ян Поплугар           | ЗХ      | 1955—1979    |
| Словенія             | Бранко Облак          | ПЗ      | 1965—1985    |
| Туреччина            | Хакан Шюкюр           | ПЗ      | 1987—2008    |
| Угорщина             | Ференц Пушкаш         | НП      | 1943—1967    |
| Уельс                | Джон Чарлз            | НП      | 1948—1974    |
| Україна              | Олег Блохін           | НП      | 1969—1990    |
| Фарерські острови    | Абрахам Локін         | ПЗ      | 1976—2002    |
| Фінляндія            | Ярі Літманен          | ПЗ, НП  | 1987—        |
| Франція              | Жюст Фонтен           | НП      | 1950—1962    |
| Хорватія             | Давор Шукер           | НП      | 1984—2003    |
| Чехія                | Йозеф Масопуст        | ПЗ      | 1950—1970    |
| Швейцарія            | Стефан Шапюїза        | НП      | 1986—2006    |
| Швеція               | Генрік Ларссон        | НП      | 1988—2009    |
| Шотландія            | Деніс Лоу             | НП      | 1956—1974    |